# Исикава, Кэн
Кэн Исикава (яп. 石川賢 Ishikawa Ken, 28 июня 1948, Karasuyama — 15 ноября 2006[…], Тотиги, Тотиги) — японский мангака, сценарист, родился 28 июня 1948 года в префектуре Тотиги, Япония. Свою популярность приобрел благодаря совместному с Го Нагаи созданию манги Getter Robo.
Умер 15 ноября 2006 года, рухнув на обеденный стол после игры в гольф.

## Работы

### Манга
- Getter Robo (5 томов) (1972)
- Getter Robo Go (7 томов) (1990)
- Shin Getter Robo (2 тома) (1997)
- Getter Robo Arc (3 тома) (2002)
- Getter Robot Hien (3 тома) (2007—2008)
- Kyomu Senshi MIROKU (6 томов) (1988—1990)
- Shiragikimon
- Ninpō Hannouji Kashinkoji Yōjutsu
- 5000 Kōnen no Tora
- Dogra Senki
- Jigen Seibutsuki Dogra
- Jakiō Bakuretsu
- Skull Killer Jakiō (2 тома) (1990)
- Cutey Honey (1 том) (1973)
- Majū Sensen (3 тома) (1975)

### Аниме
- Getter Robo Series (автор оригинала) (1974)
- Great Mazinger vs. Getter Robo (оригинальный замысел) (1975)
- Great Mazinger tai Getter Robo G — Kuuchuu Dai-Gekitotsu (оригинальный замысел) (1975)
- Robby the Rascal (оригинальный замысел) (1982—1983)
- Demon Beast Warfront, Beast Fighter (автор оригинала) (1990)
- Getter Robo Go (автор оригинала) (1992)
- Dragon Slayer (дизайн персонажей)(1992)
- «Воскрешение ниндзя» (автор оригинала) (1997—1998)
- Getter Robo Armageddon (автор оригинала) (1998)
- Shin Getter Robo vs Neo Getter Robo (автор оригинала) (2000)
- Beast Fighter, THE APOCALYPSE (автор оригинала) (2003)
- New Getter Robo (автор оригинала) (2004)`

### Автор оригинала в кино
- Гопник-трансформер (2011)